# Station Drawsko Pomorskie
Station Drawsko Pomorskie is een spoorwegstation in de Poolse plaats Drawsko Pomorskie.